# هاريسو
لي كيونغ إيون المعروفة بإسمها المسرحي هاريسو (بالكورية: 하리수)‏ هي مغنية بوب وعارضة أزياء وممثلة كورية جنوبية. ولدت يوم 17 فبراير 1975 في مقاطعة غيونغي في كوريا الجنوبية.

## روابط خارجية
- هاريسو على موقع IMDb (الإنجليزية)
- هاريسو على موقع ميوزك برينز (الإنجليزية)
- هاريسو على موقع قاعدة بيانات الفيلم (الإنجليزية)